# Selección de balonmano de Bielorrusia
La Selección de balonmano de Bielorrusia es el equipo formado por jugadores de nacionalidad bielorrusa que representa a la Federación Bielorrusa de Balonmano en las competiciones internacionales organizadas por la Federación Internacional de Balonmano (IHF) o el Comité Olímpico Internacional (COI). Su mayor éxito hasta la fecha es el 9.º puesto alcanzado en el Mundial de Islandia del año 1995.

## Historial

### Juegos Olímpicos
- 1996 - No participó
- 2000 - No participó
- 2004 - No participó
- 2008 - No participó
- 2012 - No participó
- 2016 - No participó
- 2020 - No participó

### Campeonatos del Mundo
- 1993 - No participó
- 1995 - 9.ª plaza
- 1997 - No participó
- 1999 - No participó
- 2001 - No participó
- 2003 - No participó
- 2005 - No participó
- 2007 - No participó
- 2009 - No participó
- 2011 - No participó
- 2013 - 15.ª plaza
- 2015 - 18.ª plaza
- 2017 - 11.ª plaza
- 2019 - No participó
- 2021 - 17.ª plaza

### Campeonatos de Europa
- 1994 - 8.ª plaza
- 1996 - No participó
- 1998 - No participó
- 2000 - No participó
- 2002 - No participó
- 2004 - No participó
- 2006 - No participó
- 2008 - 15.ª plaza
- 2010 - No participó
- 2012 - No participó
- 2014 - 12.ª plaza
- 2016 - 10.ª plaza
- 2018 - 10.ª plaza
- 2020 - 10.ª plaza
- 2022 - 17.ª plaza